# Айос-Дімітріос
Айос-Дімітріос (грец. Άγιος Δημήτριος) — передмістя на південь від Афін. Назва міста перекладається буквально як Святий Димитрій. Колишня назва — Брахамі (грец. Μπραχάμι). Айос-Дімітріос розташований на захід від Вуліагмені, північний захід від мису Суніон, в південний схід від Пірею та проспекту Сінгру.

## Сучасна історія
Цей район був типово сільськогосподарським на початку 20 століття. Змішане сільське господарство було спільним. Міський розвиток почав домінувати в 1920-х і 1930-х роках. Нині більшість території муніципалітету урбанізована або ж зайнята житловими будовами. Промислові об'єкти розташовані переважно поблизу сполучення із проспектом Вуліагменіс, що має кілька розв'язок у районі Айос Дімітріос.

## Транспорт
Територією міста прокладено деякі основні автошляхи в Аттиці, зокрема Аттікі-Одос, які поєднують його з Катехакі та проспектом Вуліагмені на сході, проспектом Посейдоніс — на півдні. Найвідоміша вулиця міста — Діонісіат Солому (тобто Діонісіоса Соломоса), на якій мешкала родина Ліваніс. Серед інших відомих мешканців Айос-Дімітріос — мовознавець Стіліанос Маврідіс, історик Катерина Мавріду-Ліваніс. Оригінальну назву Брахамі має нині тільки юнацька футбольна команда.
Від 2004 року Айос-Дімітріос пов'язаний із центром Афін «червоною» гілкою Афінського метрополітену, станція — Александрос Панагуліс, названа на честь Александроса Панагуліса.

## Населення
| Рік  | Населення |
| ---- | --------- |
| 1981 | 51,421    |
| 1991 | 57,574    |
| 2001 | 65,173    |

## Міста-побратими
- Поццуолі,  Італія